# Lucien Perey
Clara Adèle Luce Herpin (Carouge, 15 marzo 1825 – Parigi, 11 aprile 1914) è stata una scrittrice e storica svizzera naturalizzata francese, nota con lo pseudonimo Lucien Perey (o Lucien Pérey). La data di nascita è incerta: 1825 o 1835; altre fonti riportano: 1830 o 1832..

## Biografia
Il padre era il medico francese Théodore Herpin, che ha esercitato la professione a Carouge dal 1823 al 1838, poi a Ginevra dal 1838 al 1856 e si è trasferito infine a Parigi nel 1856 presso Luce, che vi abitava invece dal 1853. La madre di Luce era Louise Perey, figlia di Antoine-Ami Perey, pastore a Carouge. Lo pseudonimo, Lucien Perey, è une combinazione del maschile del suo nome col cognome di sua madre. 
Lucien Perey iniziò a pubblicare tardi. Ha scritto soprattutto sulla letteratura del XVIII secolo, prima in collaborazione con Gaston Maugras, poi sola. Autrice anche di pièces teatrali e di racconti per l'infanzia. 
Lucien Perey è sepolta al cimitero di Montmartre con la sua famiglia, nella divisione 28, avenue de la Croix. La tomba è vicina a quella del baritono Paul-Bernard Barroilhet.

## Opere

### Storia

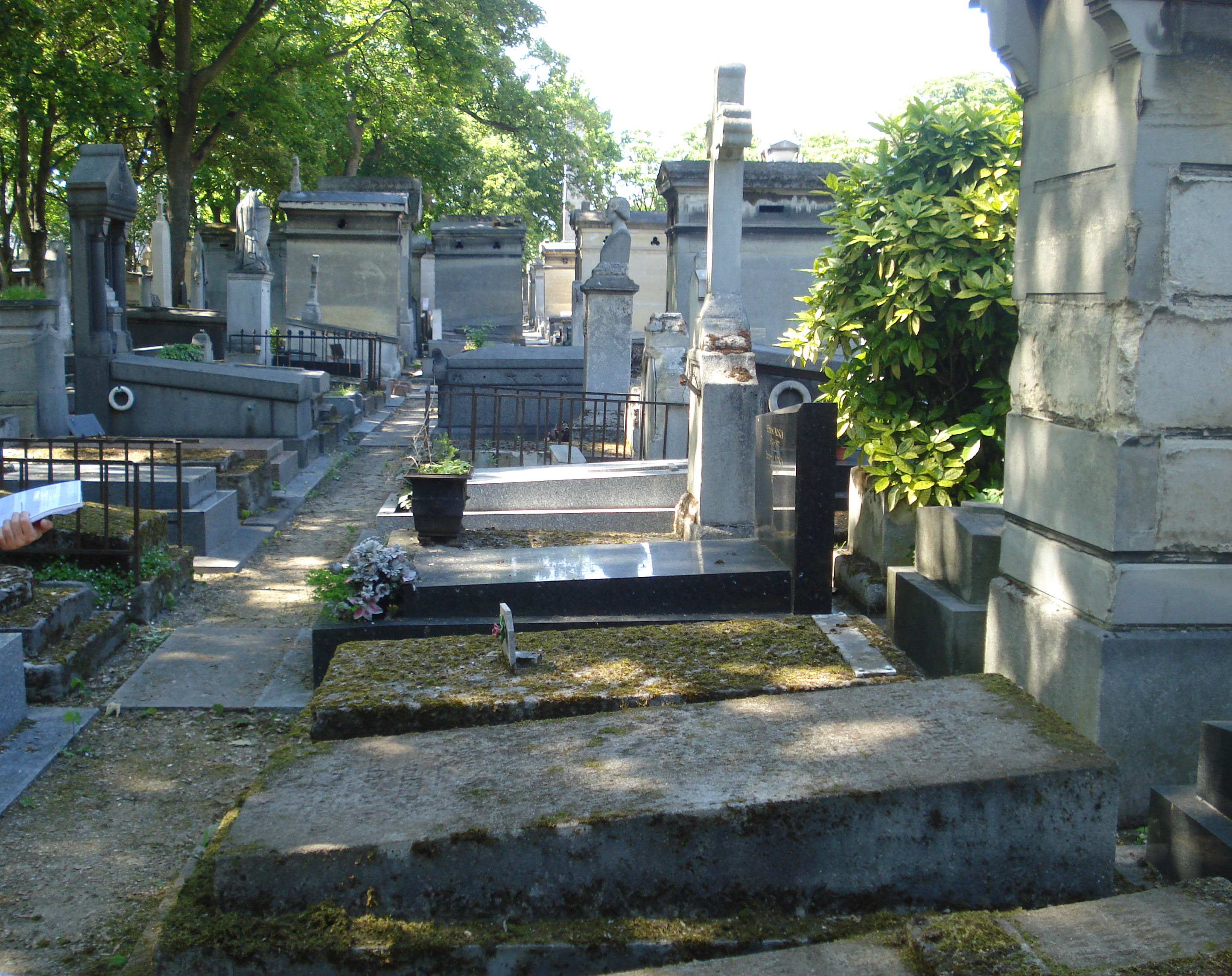
Tomba di Luce HERPIN, detta Lucien PEREY - Cimitero di Montmartre

- L'abbé F. Galiani, correspondance, 2 vol., con Gaston Maugras, Calmann-Lévy, 1881. Premiato dall'Académie française (premio Archon-Despérouses)[3].
- Une femme du monde au XVIII siècle, vol. I: La Jeunesse de madame d'Épinay d'après des lettres et des documents inédits, con Gaston Maugras, Calmann-Lévy, 1882.
- Une femme du monde au XVIII siècle, vol. II: Dernières années de madame d'Épinay, son salon et ses amis, d'après des lettres et des documents inédits con Gaston Maugras, Calmann-Lévy, 1883. Premiato dall'Académie française (premio Marcelin-Guérin).
- La Vie intime de Voltaire aux Délices et à Ferney, 1754-1778, d'après des lettres et des documents inédits, con Gaston Maugras, Calmann-Lévy, 1885.
- Histoire d'une grande dame au XVIII siècle, la princesse Hélène de Ligne, Calmann-Lévy, 1888.
- Un petit-neveu de Mazarin, Louis Mancini-Mazarini, duc de Nivernais, Calmann-Lévy, 1890. Premiato dall'Académie française (premio Halphen).
- Histoire d'une grande dame au XVIII siècle, la comtesse Hélène Potocka Calmann-Lévy, 1890[4].
- La Fin du XVIII siècle; le duc de Nivernais, 1754-1798, Calmann-Lévy, 1891.
- Le Président Hénault et Madame du Deffand. La cour du régent, la cour de Louis XV et de Marie Leczinska, 1893.
- Une princesse romaine au XVIII siècle, Marie Mancini Colonna, d'après des documents inédits, Calmann Lévy, 1896.
- Le Roman du grand roi; Louis XIV et Marie Mancini, d'après des lettres et documents inédits, Calmann Lévy, 1896.
- Charles de Lorraine et la cour de Bruxelles sous le régence de Marie-Thérèse, Calmann Lévy, 1903.
- Une reine de douze ans : Marie Louise Gabrielle de Savoie, reine d'Espagne Calmann Lévy, 1905

### Teatro e racconti
- Eugène Ceiller et Lucien Perey: Une carrière d'occasion, in: Eugène Ceillier: Le Théâtre à la ville: comédie de cercles et de salons, 1882.
- Zerbeline et Zerbelin, ou La princesse qui a perdu son œil, 1890.
- La Forêt enchantée ou Tranquille et Vif-Argent, 1890.
- Le Mardi de la vicomtesse, Calmann Lévy, commedia in un atto, 1892.
- Le Bouquet blanc petite comédie en un acte, trois tableaux, Calmann Lévy, 1897.
- Histoire merveilleuse d'une pomme d'api, illustrato Henri Caruchet, Calmann Lévy, 1903.